# کتابخانه مرکزی و منطقه‌ای برلین
کتابخانه مرکزی و منطقه‌ای برلین (آلمانی: Zentral- und Landesbibliothek Berlin) یا ZLB نام رسمی کتابخانه شهرستان و ایالت برلین آلمان است. کتابخانه به عنوان یک بنیاد با دو قانون دولتی، ابتدا در ۱۹۹۵ و اصلاح آن در ۲۰۰۵ پایه‌گذاری شده‌است، و شامل:
- American Memorial Library (آلمانی: Amerika-Gedenkbibliothek) کتابخانه آمریکایی (یادبود) یکی از بزرگترین کتابخانه‌های عمومی در برلین که در سال ۱۹۵۴ افتتاح شد و در ابتدا شرکت تأمین مالی با کمک مالی از ایالات متحده آن را اداره می‌کرد
- کتابخانه شهر برلین (آلمانی: Berliner Stadtbibliothek) کتابخانه شهرداری این شهر در سال ۱۹۰۱ تأسیس شد.
- کتابخانه مجلس سنای برلین (آلمانی: Senatsbibliothek Berlin) کتابخانه رسمی سنای برلین، در ۲۲ دسامبر ۱۹۴۸ تأسیس شد.
- برلین، General Catalog (آلمانی: Berliner Gesamtkatalog یا BGK) فهرست مرکزی برلین.

در سال ۲۰۱۱ سیستم کتابخانه بیش از ۳٫۴ میلیون رسانه چاپی و الکترونیکی داشت.
شالوده کتابخانه بر اساس قانون واسپاری برای تمام مدارک انتشار یافته در شهر برلین است. همچنینZLB مالک کلکسیون ارزشمند و تاریخی است، که به وسیلهٔ مرکز مطالعات برلین در ریبک هاوس اداره می‌شود. . ZLB عضو انجمن کتابخانه‌های عمومی در برلین (VÖBB) و شبکه تعاونی کتابخانه‌های برلین-براندنبورگ (KOBV) است. کتابخانه همکار در, مرکز ژرژ پمپیدو در پاریس و همه کتابخانه‌های دولتی روسیه در زمینه ادبیات خارجی درمسکو است.

## مکان
- برلین-Kreuzberg Blücherplatz 1 (American Memorial Library)
- برلین-Mitte Breite Strasse 30-36 (شهر برلین کتابخانه)
- برلین-Charlottenburg (سنای برلین کتابخانه)

در حال حاضر برنامه‌ای برای ترکیب تمام این موسسات و در مکان فرودگاه سابق Tempelhof در دست است. عملیات ساخت و ساز در سال ۲۰۱۶ آغاز می‌شود.